# Pertes et préjudices
Le terme pertes et préjudices ou pertes et dommages est utilisé dans le processus de la Convention-cadre des Nations Unies sur les changements climatiques (CCNUCC) pour désigner les dommages causés par le changement climatique anthropique. La réponse appropriée aux pertes et préjudices a été contestée depuis l'adoption de la CCNUCC. L'établissement de la responsabilité et de l'indemnisation pour les pertes et dommages est un objectif de longue date pour les pays vulnérables et en développement de l'Alliance des petits États insulaires (AOSIS) et du Groupe des pays les moins avancés lors des négociations. Cependant, les pays développés, plus gros émetteurs de gaz à effet de serre, résistent à l'idée d'une indemnisation des pays pauvres, les plus touchés. Le mécanisme actuel de la CCNUCC sur les pertes et préjudices, le Mécanisme international de Varsovie pour les pertes et dommages, se concentre sur la recherche et le dialogue plutôt que sur l'établissement de responsabilités ou l'indemnisation.

## Définition
La CCNUCC a défini les pertes et préjudices comme incluant les dommages résultant d'événements soudains (catastrophes climatiques, telles que les cyclones) ainsi que les processus à évolution lente (tels que l'élévation du niveau de la mer). Des pertes et des dommages peuvent se produire dans les systèmes humains (tels que les moyens de subsistance) ainsi que dans les systèmes naturels (tels que la biodiversité), bien que la recherche et les politiques mettent l'accent sur les impacts humains. Dans le domaine des pertes et préjudices aux systèmes humains, une distinction est faite entre les pertes économiques et les pertes non économiques. La principale différence entre les deux est que les pertes non économiques impliquent des choses qui ne sont pas couramment négociées sur les marchés. La responsable de plaidoyer chez Care France résume cette définition par « les conséquences que l'on ne peut pas éviter, même si on fait tout pour réduire le réchauffement climatique et s'y adapter ».

## Premières négociations
Au moment de la rédaction de la CCNUCC en 1991, l'AOSIS a proposé la création d'un pool d'assurance international pour « indemniser les petits pays insulaires et les pays en développement côtiers de faible altitude les plus vulnérables pour les pertes et préjudices résultant de l'élévation du niveau de la mer ». Dans la proposition, le montant à verser par chaque pays à ce pool serait déterminé par leur contribution relative aux émissions mondiales et leur part relative du produit national brut mondial, une formule « modélisée sur la Convention complémentaire de Bruxelles de 1963 sur la responsabilité civile en le domaine de l'énergie nucléaire ». Cette proposition a été rejetée et lorsque la CCNUCC a été adoptée en 1992, elle ne contenait aucune mention de perte ou de préjudice.
Les pertes et préjudices ont été mentionnés pour la première fois dans un texte formellement négocié de l'ONU dans le Plan d'action de Bali de 2007, qui appelait à des « stratégies et moyens de réduction des catastrophes pour faire face aux pertes et dommages associés aux impacts du changement climatique dans les pays en développement qui sont particulièrement vulnérables aux effets du changement climatique ».

## Mécanisme international de Varsovie
Le Mécanisme international de Varsovie pour les pertes et dommages, créé en 2013, reconnaît que « les pertes et dommages associés aux effets néfastes du changement climatique incluent, et dans certains cas, impliquent plus que ce qui peut être réduit par l'adaptation ». Son mandat comprend « l'amélioration des connaissances et de la compréhension », « le renforcement du dialogue, de la coordination, de la cohérence et des synergies entre les parties prenantes concernées » et « l'amélioration de l'action et du soutien, y compris le financement, la technologie et le renforcement des capacités, pour faire face aux pertes et dommages associés aux effets du changement climatique ». Cependant, il ne prévoit aucune disposition de responsabilité ou d'indemnisation pour les pertes et préjudices.
L'Accord de Paris prévoit le maintien du Mécanisme international de Varsovie, mais stipule explicitement que son inclusion « n'implique ni ne fournit une base pour aucune responsabilité ou compensation ». L'inclusion de cette clause est la condition à laquelle les pays développés, en particulier les États-Unis, ont accepté d'inclure une référence aux pertes et préjudices,.

## Dans les rapports du Groupe d'experts intergouvernemental sur l'évolution du climat
Le 5e rapport d'évaluation du Groupe d'experts intergouvernemental sur l'évolution du climat (GIEC), publié en 2013-2014, ne comportait pas de chapitre distinct sur les pertes et préjudices, mais le chapitre 16 de Groupe de travail II : Impacts, Adaptation et Vulnérabilité (GT2) sur les limites d'adaptation et les contraintes, est très pertinent pour les personnes intéressées par les pertes et les préjudices. Une analyse qualitative des données (QDA) de ce que le 5e rapport d'évaluation du GIEC a à dire sur les pertes et préjudices a montré de manière surprenante que le terme était utilisé beaucoup plus souvent dans les déclarations sur les pays de l'annexe 1 (par ex. États-Unis, Australie ou pays européens) que dans le texte sur les pays non visés à l'annexe 1 (la plupart des pays d'Afrique, d'Asie, d'Amérique latine et du Pacifique), qui ont tendance à être plus vulnérables aux impacts du changement climatique.
Malgré les suggestions répétées des délégués des pays vulnérables, le 6e rapport d'évaluation du GIEC ne contient pas de chapitre sur les pertes et préjudices, mais évoque la notion à de multiples reprises.